# Barbara de Hesse
Barbe de Hesse, duchesse de Wurtemberg-Mömpelgard (8 avril 1536 – 8 juin 1597) est une noble allemande, et l'épouse du comte Georges Ier de Wurtemberg. Son deuxième mari est Daniel, comte de Waldeck.

## La famille
Barbara est née à Cassel, Hesse, le 8 avril 1536, l'un des dix enfants de Philippe Ier de Hesse et de son épouse Christine de Saxe. Elle a quatre sœurs et cinq frères, dont Georges Ier de Hesse-Darmstadt. Son père est un fervent défenseur de la Réforme protestante. Bien que marié à sa mère, il a épousé morganatiquement, Margarethe von der Saale, avec qui il a neuf enfants.
Ses grands-parents paternels sont Guillaume II de Hesse et Anne de Mecklembourg-Schwerin, et ses grands-parents maternels sont Georges de Saxe, duc de Saxe et Barbara Jagellon, fille du roi Casimir IV Jagellon de Pologne et d'Élisabeth de Habsbourg.

## Mariages et descendance
Le 10 septembre 1555 à Reichenweier, Barbe épouse son premier mari, Georges Ier de Wurtemberg, comte de Wurtemberg-Montbéliard, fils de Henri de Wurtemberg, comte de Wurtemberg et Eva de Salm. Elle a dix-neuf ans et Georges a cinquante-sept. Ils fixent leur résidence au château de Montbéliard, une enclave luthérienne en France.
Ensemble, George et Barbara ont un fils :
- Frédéric Ier, duc de Wurtemberg (19 août 1557, Montbéliard - 29 janvier 1608, Stuttgart), marié à Sibylle d'Anhalt, avec qui il a une quinzaine d'enfants.

Barbara devient veuve le 18 juillet 1558, après moins de trois ans de mariage. Elle se remarie à Daniel, comte de Waldeck dix ans plus tard, le 11 novembre 1568 à Cassel, quand elle a trente-deux ans.
Elle est décédée le 8 juin 1597 au château de Waldeck (de). 